# Sudanesische Fußballnationalmannschaft
Die sudanesische Fußballnationalmannschaft, Spitzname Suqūr al-Dschidyān (Sekretäre), ist die Fußball-Auswahl Sudans und unterliegt der Sudan Football Association. Der Mannschaft ist es bisher noch nicht gelungen, sich für eine Fußball-Weltmeisterschaft zu qualifizieren. Im Jahre 1970 gewann sie die Fußball-Afrikameisterschaft 1970, die im eigenen Land stattfand.
Seit 2019 besteht im Sudan auch eine Nationalmannschaft mit Fußballerinnen, die 2021 erstmals am regionalen Arab Women’s Cup teilgenommen hat.

## Turniere

### Olympische Spiele
| 1900 bis 1956        | nicht teilgenommen |
| 1960 in Rom          | nicht qualifiziert |
| 1964 in Tokio        | nicht qualifiziert |
| 1968 in Mexiko-Stadt | nicht qualifiziert |
| 1972 in München      | Vorrunde           |
| 1976 in Montreal     | nicht qualifiziert |
| 1980 in Moskau       | nicht teilgenommen |
| 1984 in Los Angeles  | nicht qualifiziert |
| 1988 in Seoul        | nicht qualifiziert |

Nach 1988 hat die A-Nationalmannschaft nicht mehr an den Olympischen Spielen und den Qualifikationsspielen dazu teilgenommen. Eine Olympiamannschaft konnte sich bisher nicht qualifizieren.

### Weltmeisterschaft
- 1930 bis 1954 – keine Teilnahme
- 1958 – zurückgezogen während der Qualifikation
- 1962 – zurückgezogen
- 1966 – zurückgezogen
- 1970 – nicht qualifiziert
- 1974 – nicht qualifiziert
- 1978 – zurückgezogen
- 1982 bis 1990 – nicht qualifiziert
- 1994 – zurückgezogen
- 1998 bis 2022 – nicht qualifiziert

### Afrikameisterschaft
| 1957 in Sudan                      | 3. Platz                                |
| 1959 in Ägypten                    | 2. Platz                                |
| 1962 in Äthiopien                  | nicht qualifiziert                      |
| 1963 in Ghana                      | 2. Platz                                |
| 1965 in Tunesien                   | nicht qualifiziert                      |
| 1968 in Äthiopien                  | nicht qualifiziert                      |
| 1970 in Sudan                      | Afrikameister                           |
| 1972 in Kamerun                    | Vorrunde 4. Platz                       |
| 1974 in Ägypten                    | nicht qualifiziert                      |
| 1976 in Äthiopien                  | Vorrunde 4. Platz                       |
| 1978 in Ghana                      | nicht qualifiziert                      |
| 1980 in Nigeria                    | nicht qualifiziert                      |
| 1982 in Libyen                     | nicht qualifiziert                      |
| 1984 in der Elfenbeinküste         | nicht qualifiziert                      |
| 1986 in Ägypten                    | nicht qualifiziert                      |
| 1988 in Marokko                    | nicht qualifiziert                      |
| 1990 in Algerien                   | nicht qualifiziert                      |
| 1992 im Senegal                    | nicht qualifiziert                      |
| 1994 in Tunesien                   | nicht qualifiziert                      |
| 1996 in Südafrika                  | nicht qualifiziert                      |
| 1998 in Burkina Faso               | zurückgezogen während der Qualifikation |
| 2000 in Ghana/Nigeria              | nicht qualifiziert                      |
| 2002 in Mali                       | nicht qualifiziert                      |
| 2004 in Tunesien                   | nicht qualifiziert                      |
| 2006 in Ägypten                    | nicht qualifiziert                      |
| 2008 in Ghana                      | Vorrunde 4. Platz                       |
| 2010 in Angola                     | nicht qualifiziert                      |
| 2012 in Gabun und Äquatorialguinea | Viertelfinale                           |
| 2013 in Südafrika                  | nicht qualifiziert                      |
| 2015 in Äquatorialguinea           | nicht qualifiziert                      |
| 2017 in Gabun                      | nicht qualifiziert                      |
| 2019 in Ägypten                    | nicht qualifiziert                      |
| 2022 in Kamerun                    | Vorrunde                                |
| 2024 in der Elfenbeinküste         | nicht qualifiziert                      |
| 2025 in Marokko                    | qualifiziert                            |

### Afrikanische Nationenmeisterschaft
- 2009: nicht qualifiziert
- 2011: 3. Platz (Gastgeber)
- 2014: nicht qualifiziert
- 2016: nicht qualifiziert
- 2018: 3. Platz
- 2021: nicht qualifiziert
- 2023: qualifiziert

### Ost-/Mittelafrikameisterschaft
| 1973      | nicht teilgenommen                                            |
| 1974      | nicht teilgenommen                                            |
| 1975      | Teilnahme unbekannt                                           |
| 1976–1978 | nicht teilgenommen                                            |
| 1979      | Vorrunde                                                      |
| 1980      | Ost-/Mittelafrikameister                                      |
| 1981      | Vorrunde                                                      |
| 1982      | Vorrunde                                                      |
| 1983      | Vorrunde                                                      |
| 1984–1989 | nicht teilgenommen                                            |
| 1990      | Zweiter                                                       |
| 1991      | Vierter                                                       |
| 1992–1995 | nicht teilgenommen                                            |
| 1996      | Team A: Dritter – Team B: Zweiter                             |
| 1999      | Viertelfinale                                                 |
| 2000      | Teilnahme zurückgezogen                                       |
| 2001      | Teilnahme zurückgezogen                                       |
| 2002      | Vorrunde                                                      |
| 2003      | Vierter                                                       |
| 2004      | Dritter                                                       |
| 2005      | Vorrunde                                                      |
| 2006      | Ost-/Mittelafrikameister (trotz Finalniederlage gegen Sambia) |
| 2007      | Ost-/Mittelafrikameister                                      |
| 2008      | Vorrunde                                                      |
| 2009      | nicht teilgenommen                                            |
| 2010      | Vorrunde                                                      |
| 2011      | Dritter                                                       |
| 2012      | Vorrunde                                                      |
| 2013      | Zweiter                                                       |
| 2015      | Vierter                                                       |
| 2017      | Teilnahme zurückgezogen                                       |
| 2019      | Vorrunde                                                      |
| 2021      | nicht teilgenommen (als U-23-Meisterschaft ausgetragen)       |

## Rekordspieler
(Stand: 18. November 2024)
| Rekordspieler | Rekordspieler                    | Rekordspieler | Rekordspieler | Rekordspieler |
| #             | Spieler                          | Spiele        | Tore          | Zeitraum      |
| ------------- | -------------------------------- | ------------- | ------------- | ------------- |
| 1             | Muhannad El Tahir                | 84            | 15            | 2004–2018     |
| 2             | Haitham Mustafa                  | 83            | 6             | 2000–2012     |
| 3             | Ramadan Ajeb Sherif Ferein       | 75            | 8             | 2010–         |
| 3             | Nasr Eldin El Shigail            | 75            | 0             | 2007–         |
| 5             | Amir Kamal                       | 71            | 2             | 2010–2021     |
| 5             | El Muez Mahgoub                  | 71            | 0             | 2002–2015     |
| 7             | Richard Justin                   | 70            | 9             | 2000–2008     |
| 8             | Badreldin Galag                  | 67            | 9             | 2002–2012     |
| 9             | Aboaagla Abdalla Muhamed Ahmed   | 65            | 2             | 2015–         |
| 10            | Seif Mesawi                      | 57            | 4             | 2007–2015     |
| 11            | Mudather El-Tayeb Ibrahim Karika | 54            | 10            | 2007–2016     |
| 12            | Muhamad Abdulrahman              | 53            | 22            | 2017–         |
| 13            | Jaksa                            | 52            | 27            | 1963–1972     |
| 13            | Faris Abdallah Mamoun Sawedy     | 52            | 1             | 2012–         |

| Rekordschützen | Rekordschützen                   | Rekordschützen | Rekordschützen |
| Tore           | Spieler                          | Zeitraum       | Spiele         |
| -------------- | -------------------------------- | -------------- | -------------- |
| 27             | Jaksa                            | 1963–1972      | 52             |
| 24             | Haytham Tambal                   | 2015–          | 49             |
| 22             | Muhamad Abdulrahman              | 2017-          | 53             |
| 17             | Faisal Agab                      | 2001–2012      | 38             |
| 15             | Muhannad El Tahir                | 2004–2018      | 84             |
| 12             | Ali Gagarin                      | 1967–1977      | 33             |
| 12             | James Joseph Saeed Moga          | 2000–2017      | 43             |
| 10             | Mudather El-Tayeb Ibrahim Karika | 2007–2016      | 54             |
| 10             | Seif Teiri                       | 2017–          | 32             |

## Trainer
- József Háda (1957–1959)
- Burkhard Ziese (1978–1980)
- Wojciech Lazarek (2002–2004)
- Mohamed Abdallah (2005–2008)
- Stephen Constantine (2009–2010)
- Mohamed Abdallah (2010–2015)
- Hamdan Hamed (2016)
- Zdravko Logarušić (2017–2019)
- Hubert Velud (2020–2021)
- Burhan Tia (2021–2023)
- Ezzaki Badou (2023)
- Yusuf Fartout (2023)
- James Kwesi Appiah (seit 2023)